# Константин Димитров – Самоковеца
Константин Димитров – Самоковеца е български гангстер, замесен в наркотрафика.

## Биография
Роден е в Самоков. Когато е на 16 г., е нает за охранител в хотел „Рила“, Боровец. Завършва публична администрация в Университета за национално и световно стопанство. През 1997 – 98 г. работи в застрахователната компания ВИС във Видин и Самоков.
След смъртта на Васил Илиев си проправя път нагоре в редиците на компанията. Според интервюта той се занимава с търговия, консултиране, внос, ресторанти и земеделие. През 2001 г. декларира приход от 2 милиона лева от дейности на българските си фирми. Притежава и няколко фирми във Великобритания с годишни приходи от по 200 000 £ всяка. Притежава хотел, няколко апартамента и къщи в Боровец и Бистрица. През 1997 г. е консултант на ВИС, а през 2003 г. – консултант за български и кипърски компании, търгуващи с Турция. Скоро започва контрабанда на незаконни наркотици. Става една от най-големите фигури в наркотрафика на Балканите, заедно с Мехрад „Спиди“ Рафати и Сретен Йоцич.

### Смърт
На 6 декември 2003 г. Димитров е застрелян на площад „Дам“ в Амстердам, докато е в компанията на модела Цеци Красимирова. По това време е на 33 г. Убиецът е преследван и по-късно задържан в кръчма.
Предположенията за поръчителя на убийството са разнопосочни. Едно от тях е свързано със сръбския наркобос Сретен Йоцич.
|  | Тази страница частично или изцяло представлява превод на страницата Konstantin „Samokovetsa“ Dimitrov в Уикипедия на английски. Оригиналният текст, както и този превод, са защитени от Лиценза „Криейтив Комънс – Признание – Споделяне на споделеното“, а за съдържание, създадено преди юни 2009 година – от Лиценза за свободна документация на ГНУ. Прегледайте историята на редакциите на оригиналната страница, както и на преводната страница, за да видите списъка на съавторите. ВАЖНО: Този шаблон се отнася единствено до авторските права върху съдържанието на статията. Добавянето му не отменя изискването да се посочват конкретни източници на твърденията, които да бъдат благонадеждни. |